# Fernando Baudrit Solera
Rafael Fernando Baudrit Solera (Heredia, 23 de octubre de 1907-San José, 12 de junio de 1975) fue un abogado y juez costarricense.

## Biografía
Nació en Heredia, el 23 de octubre de 1907. Fue hijo de Óscar Baudrit González y Carmen Solera Pérez. Casó con Adilia Gómez Mesén. Tuvo tres hijos Jorge, Aída y Félix Baudrit Gómez. 
Se graduó de licenciado en Leyes en la Escuela de Derecho de Costa Rica. Fue catedrático y decano de la Facultad de Derecho de la Universidad de Costa Rica, rector de esta de 1946 a 1953, miembro de la Asamblea Constituyente de 1949 y Presidente del Colegio de Abogados.
Fue elegido Magistrado de la Sala de Casación de la Corte Suprema de Justicia de Costa Rica para el período 1955-1963 y fue reelegido para los períodos 1963-1971 y 1971-1979, pero falleció en el transcurso del último. 
Presidió la Sala de Casación y la Corte Suprema de 1955 hasta su muerte. Su gestión como tal ha sido la más prolongada y una de las más brillantes de la historia del Poder Judicial costarricense. Le sucedió el Licenciado Fernando Coto Albán.
Asimismo, se desempeñó como Rector de la Universidad de Costa Rica de 1946 a 1952.

## Fallecimiento
Falleció en San José, el 12 de junio de 1975 a los 67 años de edad.